# Tesseranthelia rhodora
Tesseranthelia rhodora är en korallart som beskrevs av Bayer 1981. Tesseranthelia rhodora ingår i släktet Tesseranthelia och familjen Clavulariidae. Inga underarter finns listade i Catalogue of Life.